# Clémentins
Pour les articles homonymes, voir Clémentin.
Les Clémentins (en albanais Kelmendi) étaient aux XVIIIe et XIXe siècles les membres de la communauté albanaise chrétienne qui vivait en Syrmie, à l'époque dans l'Empire autrichien, aujourd'hui en Serbie.
Selon l'historien autrichien Martin von Schwartner (de), ces Albanais catholiques avaient fui leur terroir d'origine, la ville de Kelmend (en), au XVe siècle pour échapper aux persécutions des Ottomans et des Albanais convertis à l'islam, et ont fini par s'installer dans les environs de Sremska Mitrovica en 1737, lors de la Guerre austro-russo-turque de 1735-1739.
Au XIXe siècle, les Clémentins parlaient encore albanais dans deux villages de Syrmie : Hrtkovci et Nikinci, situés à une quinzaine de kilomètres au sud-est de Sremska Mitrovica. Vers le milieu du XIXe siècle, leur nombre s'élevait à 1 600 personnes selon le statisticien hongrois Alexis Fényes qui écrit : « il existe sur les frontières de la Hongrie, près de la forteresse Pétervárad deux villages : Hertkovce et Nikince, habités exclusivement par un débris des anciens Illyriens, aujourd'hui Clémentins, peuple extrêmement remarquable par son origine, par sa beauté, par sa langue, dans laquelle on retrouve les restes de l'ancien idiome illyrien essentiellement différent du slave qui ne l'altéra que plus tard. Les femmes de ces vrais Illyriens sont les plus belles du pays. ».
Ces Albanais adoptèrent aux XIXe et XXe siècles la langue serbo-croate de leurs voisins, or, lorsqu'on est catholique parlant serbo-croate, on acquiert une identité nationale croate : c'est dont en tant que Croates qu'ils seront décomptés par la suite, mais sans toutefois oublier leurs origines « clémentines ».